# Homalocerus plaumanni
Homalocerus plaumanni is een keversoort uit de familie Belidae. De wetenschappelijke naam van de soort is voor het eerst geldig gepubliceerd in 1937 door Voss.